# Diores
Diores (en grec antic: Διώρης, llatí: Diōrēs) fou un pintor de l'antiga Grècia que esmenta Varró juntament amb Micó, el contemporani de Polignot, per la qual cosa se suposa que van viure al mateix temps, malgrat que el text del passatge és corrupte (De lingua latina, 9.12, ed. Müller).